# Montaigu (Vendée)
Pour les articles homonymes, voir Montaigu.
Montaigu est une ancienne commune française de l’Ouest de la France située dans le département de la Vendée et la région des Pays de la Loire. Elle fait aujourd'hui partie de la commune nouvelle de Montaigu-Vendée.
Peuplée de 5211 habitants en 2016 selon l'Insee, Montaigu est l'une des trois villes-centres de l'unité urbaine homonyme, peuplée de 13 921 habitants en 2015.
Les habitants de Montaigu s'appellent les Montacutains ou les Montaigusiens.

## Géographie

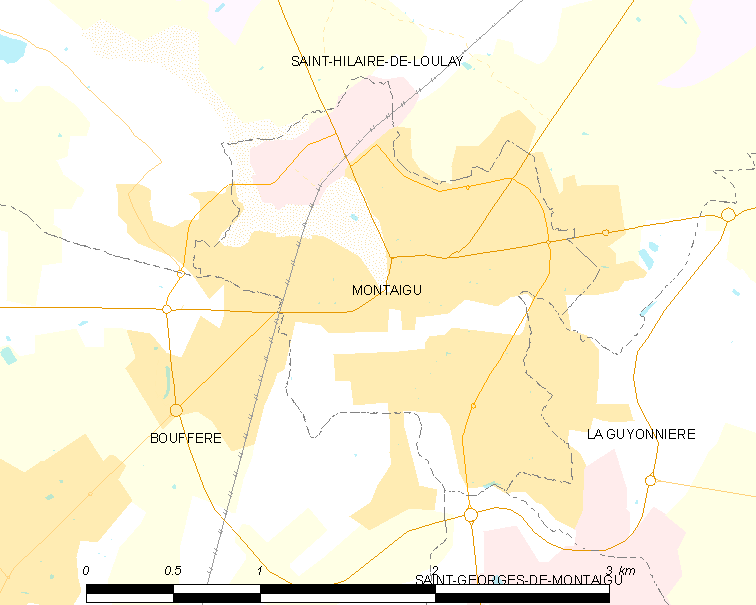
Carte de la commune de Montaigu.

### Localisation
Les communes limitrophes de Montaigu sont Boufféré, La Guyonnière, Saint-Georges-de-Montaigu et Saint-Hilaire-de-Loulay. Ces quatre communes constituent avec Montaigu une commune nouvelle, Montaigu-Vendée, à compter du 1er janvier 2019.
|          | Saint-Hilaire-de-Loulay   |               |
| Boufféré | Montaigu                  | La Guyonnière |
|          | Saint-Georges-de-Montaigu |               |

Située aux confins des anciennes marches du Poitou à l'extrémité nord-est de la Vendée, à égale distance (environ 35 km) des villes de Nantes, Cholet et La Roche-sur-Yon, Montaigu est un carrefour historique entre la Bretagne, l'Anjou et le Poitou.
Troisième plus petite commune de la Vendée, avec une superficie d'à peine plus de 3 km2, elle a la densité de population la plus élevée avec près de 1 700 hab./km2. Les faubourgs de la ville se situent pour la plupart sur le territoire des communes voisines : Saint-Hilaire-de-Loulay au nord, La Guyonnière à l’est, Saint-Georges-de-Montaigu au sud et Boufféré à l’ouest.
Historiquement, Montaigu s'est développée autour de son château situé au nord-est du confluent de la Maine (à ne pas confondre avec la rivière à l'origine du nom du département de Maine-et-Loire) et de l’Asson, un affluent de rive droite (est).

### Géologie et relief
Le territoire municipal de Montaigu s’étend sur 306 hectares. L’altitude moyenne de la commune est de 41 mètres, avec des niveaux fluctuant entre 23 et 57 mètres,.

### Hydrographie
Montaigu est traversée par deux cours d'eau : la Maine et son affluent l'Asson. La Maine s’écoule du sud au nord et se jette à environ 30 km en aval dans la Sèvre Nantaise. La commune se situe ainsi dans le bassin versant de la Loire.
Montaigu n'est pas couverte par un plan de prévention des risques d’inondation (PPRI). La crue la plus importante de la Maine ayant été répertoriée date du 5 janvier 2001, avec une hauteur d'eau maximale de 0,35 m au droit du repère d'eau posé par l'institution interdépartementale du bassin de la Sèvre Nantaise.

### Climat
Le climat de Montaigu est de type océanique.

### Voies de communication et transports
Située au croisement de la route nord-sud de la D 137 entre Nantes et La Rochelle, et de la route est-ouest D 753 entre Cholet et Saint-Jean-de-Monts, Montaigu est aussi reliée par la D 763 à Clisson au nord-est et à La Roche-sur-Yon au sud-ouest.
Montaigu se trouve à moins de cinq kilomètres de la sortie 4 de l'autoroute A83 reliant Niort (rejoignant ainsi l'A10 entre Paris et Bordeaux) à Nantes, préfecture de la région. L'aéroport international de Nantes-Atlantique est pour sa part situé à environ quarante kilomètres de Montaigu que ce soit en passant par l'autoroute A10 ou par la RD 137. De plus, la 2 × 2 voies entre Montaigu et La Roche-sur-Yon permet de rejoindre la préfecture vendéenne rapidement. La gare de Montaigu, appelée « Montaigu (Vendée) », se trouve sur la ligne de Nantes-Orléans à Saintes, qui se prolonge vers Les Sables-d'Olonne ou Bordeaux, mettant ainsi Paris à 2 h 30 min de Montaigu grâce au TGV. En outre, Montaigu se trouve à moins d'une heure de la côte atlantique.

## Urbanisme
La commune de Montaigu est constituée de différents quartiers présentant chacun leur propre morphologie urbaine, témoignage de leur époque de constitution et de leur position dans l'organisation fonctionnelle de la ville. Montaigu s'organise ainsi autour de sa vieille ville aux contours correspondant aux anciens remparts dont il reste encore des vestiges en certains endroits. La vieille ville de Montaigu regroupe une diversité de fonctions typique d'une ville européenne. C'est ainsi qu'on y retrouve certains des principaux bâtiments symboliques de la ville tels que la mairie située dans l'enceinte de l'ancien château, et l'église Saint-Jean-Baptiste, seule église encore présente dans la ville qui en comptait plusieurs par le passé. La rue Clemenceau, principale artère commerçante du centre-ville de Montaigu, traverse la vieille-ville dans la direction nord-sud. La vieille-ville de Montaigu est également un quartier d'habitat, où se mêlent maisons de ville, demeures bourgeoises, petits immeubles anciens intégrant pour certains des commerces en rez-de-chaussée, ainsi que quelques immeubles récents issus d'opérations ponctuelles de renouvellement urbain.
Autour de la vieille-ville de Montaigu se sont développés plusieurs faubourgs, quartiers anciens dans lesquels les habitations des catégories populaires côtoyaient les activités reléguées hors du centre en raison de leur insalubrité. Situé au sud de la vieille-ville, le faubourg Saint-Jacques accueillait ainsi au XVIIIe siècle les boucheries et une tannerie. Il fut parmi les quartiers incendiés sur ordre de Kléber le 1er octobre 1793, à l'exception de l'hôpital dont la présence dans le quartier s'est perpétuée bien que les bâtiments historiques aient été démolis au début du XXe siècle pour être remplacés par de nouveaux bâtiments inaugurés par Georges Clemenceau le 30 septembre 1906. Ces derniers ont d'ailleurs à leur tour été démolis 75 ans plus tard pour être remplacés par l'actuel bâtiment principal de l'hôpital.
Pour sa part, le faubourg Saint-Nicolas est implanté sur la rive gauche de la Maine, au-delà du pont Saint-Nicolas. La présence d'un pont est attesté dans la première charte de l'aumônerie-hôpital de Montaigu datant de 1174. Le pont moderne construit en 1979-1980 sous la direction du chef des Ponts et Chaussées Robert Thomas afin de permettre le passage de véhicules de gabarit plus imposants est venu remplacer un pont datant de la fin du Moyen Âge. L'actuelle rue Saint-Nicolas a été tracée après 1810, pour relier Montaigu à la nouvelle préfecture de La Roche-sur-Yon, mais le faubourg est plus ancien et ses bâtiments s'alignaient précédemment le long de l'actuelle rue de Vieillevigne.
Le quartier Saint-Joseph, au nord de la vieille-ville, est un faubourg plus récent, dont les nombreuses maisons en bande de plain pied destinées aux ouvriers de l'artisanat local ont été construites à partir des années 1920 par un entrepreneur de maçonnerie local, Louis Pequin.
Dans l'après Seconde Guerre mondiale, la physionomie de Montaigu va profondément changer en quelques décennies. Les opérations de lotissements destinés à accueillir des maisons individuelles vont se multiplier, et parfois combler l'espace entre la vieille-ville de Montaigu et ses faubourgs. En parallèle, le fort développement démographique de la commune conduit à la construction, au cours des années 1960 et au début des années 1970, de plusieurs programmes d'habitat social sous forme de petites barres telles que la résidence des Genêts, la résidence Georges-Laronze ou encore la résidence des Églantines, ou sous forme de tours comme pour la résidence de l'Aurore. Ces constructions tranchent par leur gabarit avec les constructions voisines et les bâtiments plus anciens.
Le dernier quart du XXe siècle et le début des années 2000 sont marqués par la poursuite du développement des lotissements pavillonnaires ainsi que par le développement de zones d'activités économiques et commerciales et périphérie de la ville. Compte tenu de la faible superficie de la commune, certaines de ces opérations d'aménagement se font sur les communes voisines de Montaigu, mais dans la continuité du tissu urbain. C'est le cas de la zone économique constitué autour du centre commercial Terres de Bocage (avec son supermarché sous l'enseigne Intermarché), située sur la commune de Saint-Hilaire-de-Loulay, de la zone d'activités de la Bretonnière à Boufféré où est par ailleurs repositionnée la piscine publique de Montaigu, ainsi que de la zone développée autour du centre commercial Pays de Montaigu (avec son supermarché sous l'enseigne Super U), également à Boufféré.
Sous l'impulsion du maire Antoine Chéreau, élu en 2001 à la tête de la commune mais également de la communauté de communes Terres-de-Montaigu, l'attractivité du centre-ville devient un sujet de préoccupation politique de premier plan qui se traduit par plusieurs projets portant d'abord sur des espaces et des équipements publics : réhabilitation de la place du Champ-de-Foire dans les années 2000 puis de la place de l'Hôtel-de-Ville en 2017, construction du théâtre de Thalie sur le site de l'ancienne piscine municipale, rénovation de la salle des fêtes.
L'aménagement du lotissement du Mail autour du théâtre de Thalie constitue une première expérience d'opération d'aménagement d'ensemble d'un nouveau quartier en renouvellement urbain, mixant locaux d'activités et logements collectifs. Il se traduit, au cours des années 2000 et au début des années 2010, par la construction de plusieurs résidences à l'emplacement d'anciens équipements sportifs : résidence d'Elbée, résidence Pierre-et-Marie-Curie, nouvelle gendarmerie, résidence Agora... Confrontée au manque de terrains disponibles, Montaigu prend le tournant du renouvellement urbain, qui se traduit aussi par des opérations plus ponctuelles telles que la construction de la résidence du Château, qui vient profondément transformer l'entrée sud de la vieille-ville.
A la fin des années 2010, deux projets d'aménagement urbain majeurs sont programmés sur l'agglomération de Montaigu : les Hauts de Montaigu, opération de renouvellement urbain d'un vaste espace situé dans la partie sud de la ville, entre l'hôpital et les tours de l'Aurore, et le quartier de la gare, opération en extension urbaine dans la continuité du tissu urbain mais située sur le territoire de la commune de Saint-Hilaire-de-Loulay.

## Toponymie
Montaigu est issu du latin mons, « mont » et acutus (« aiguisé, rendu aigu »), qui a suivi la même évolution que l'adjectif en français, désignant littéralement un « mont aigu ». L'origine du nom remonterait donc à la période gallo-romaine et ferait référence au promontoire situé à la confluence de la Maine et de l'Asson.

## Histoire

### Origines
Le pillage de la cité voisine de Durivum (située à l'emplacement de l’actuelle Saint-Georges-de-Montaigu) par les Vikings venus par la Maine à la fin du IXe siècle contraignit ses habitants à trouver refuge un peu plus au nord au confluent de la Maine et de l’Asson, sur un rocher fortifiable.

### Moyen Âge
Apparut ensuite une lignée de seigneurs de Montaigu, parmi lesquels Maurice II, dont on trouve la trace fin XIIe siècle dans des chartes de fondation d’une aumônerie dans le faubourg sud, sur la route des pèlerins de Saint-Jacques-de-Compostelle (actuelle rue Saint-Jacques, dans le quartier du même nom, où se situe toujours l’hôpital moderne). Ce seigneur se rangea au côté de Henri II Plantagenêt, roi d’Angleterre, et duc d’Aquitaine par son mariage avec Aliénor, quand leur fils Richard entra en rébellion. Au début du XIIIe siècle Montaigu, comme le Poitou, passa sous la domination du roi de France. Lors de la guerre de Cent Ans, après la cession du Poitou à la Couronne d’Angleterre par le traité de Brétigny en 1360, une garnison anglaise s’installa à Montaigu qu’elle quitta en 1373 vaincue par le connétable de Clisson et Bertrand du Guesclin. Un seigneur de Montaigu, Jean III Harpedane, époux de Marguerite de Valois, qui était aux côtés de Jeanne d’Arc lors de la délivrance d’Orléans en 1429 fonda dans sa ville en 1438 une collégiale sous le vocable de Saint-Maurice, dont le chanoine assura les fonctions de maître d’école. Dans son opposition au duc de Bretagne François II, Louis XI s’appuya sur la seigneurie de Montaigu, qu’il visita en 1468. Il encouragea la fortification de la place, qu’il acquit temporairement en 1473 pour en renforcer les murailles. Ainsi, il ordonna en janvier 1480 une création du siège royal à Montaigu, par ses lettres patentes.

### Époque moderne
En 1517, Montaigu, promue baronnie, devint possession de la famille de La Trémoille. À la suite du séjour de Jean Calvin à Poitiers, la réforme protestante se répandit en Poitou et atteignit Montaigu. Pendant les guerres de Religion, la ville passa plusieurs fois des mains des catholiques à celles des protestants, notamment lors du siège de 1580 relaté par Agrippa d'Aubigné, ou de l’intervention de Henri de Navarre en 1588. À la suite de ces violents affrontements, il fut décidé de démanteler les fortifications du château. L’exercice du culte protestant se poursuivit à Montaigu tout au long du XVIIe siècle, le nouveau baron, Gabriel de Machecoul, étant lui-même huguenot, et ne prit fin qu’à la révocation de l'édit de Nantes en 1685. En 1696, Montaigu fut érigée en marquisat, et le porteur du titre se convertit au catholicisme vers la même époque. Vers le milieu du XVIIIe siècle, Montaigu comptait trois cents maisons pour 1 500 habitants. À partir de 1772, la ville joua le rôle de chef-lieu officiel des marches communes de Bretagne et du Poitou, bien que n’en faisant pas partie. Le dernier seigneur de Montaigu fut Jacques Gabriel Louis Le Clerc de Juigné. Lieutenant général des armées du roi, ancien ambassadeur de France en Russie, il fut élu par les marches comme représentant de la noblesse puis fut élu député aux États généraux de 1789.

### Révolution française et guerres de Vendée
Au début de la Révolution française, Montaigu fut parmi les premières localités du Bas-Poitou à féliciter l’Assemblée nationale pour les décrets de la nuit du 4 Août. Mais avec la constitution civile du clergé en 1791 et surtout la levée en masse de février 1793, l’insurrection vendéenne éclata début mars de cette même année, et arriva à Montaigu le 13 sous la forme d’une troupe d’habitants des communes environnantes qui prit la ville et exécuta de nombreux républicains. (Pendant les guerres de Vendée, la division de Montaigu est commandée par le général Pierre Rezeau, un des lieutenants de Charette.) La ville fut reprise le 16 septembre par les républicains qui la pillèrent après avoir tué des centaines de vendéens, puis reconquise le 21 par les vendéens qui perpétrèrent aussi pillage et massacres. La ville fut définitivement reprise le 30 par Kléber. Des religieux, dont les chanoines de la collégiale Saint-Maurice, furent exécutés, et l’amiral Duchaffault arrêté et emprisonné à Nantes où il mourut. Charette continua le combat, notamment aux environs de Montaigu, jusqu’en mars 1796, où à la suite de sa capture près du bois de la Chabotterie, il est conduit, par Montaigu, à Nantes pour être exécuté. En octobre 1799, Suzannet, successeur de Charette, tenta, avec Henri-Charles de La Roche Saint-André, de s'emparer de la ville de Montaigu mais ils furent repoussés, ce qui mit fin aux actions militaires dans la région.

### Époque contemporaine
Montaigu devint chef-lieu de district de 1790 à 1795 avec Goupilleau comme procureur-syndic (et fut bientôt doté d'un tribunal) puis d'arrondissement et donc sous-préfecture de la Vendée de 1800 à 1810. Pierre-Paul Clemenceau, médecin de son état, en fut le premier sous-préfet. L’église Sant-Jean-Baptiste fut rouverte à l’occasion du concordat de 1801. En 1806, Michel-Augustin de Goyon devint le nouveau sous-préfet. Napoléon et Joséphine, venant de Bayonne, passèrent à Montaigu en août 1808. En 1809 furent annexés à Montaigu les Olivettes, le champ de foire et le quartier des Rochettes, précédemment sur le territoire de Saint-Hilaire-de-Loulay. En 1810, l’unification de l’arrondissement de Montaigu avec celui de Napoléon (l'actuelle La Roche-sur-Yon) entraîna la disparition du tribunal et réduisit la ville à un simple chef-lieu de canton. Une compagnie de sapeurs-pompiers y fut instituée vers 1840. La mairie fut installée dans l’enceinte du château en 1843, des halles ouvertes en 1854. En 1866, furent inaugurés les bâtiments actuels de l’église Saint-Jean-Baptiste et de l’hôtel de ville, ainsi que la ligne de chemin de fer reliant Nantes à Napoléon-Vendée (La Roche-sur-Yon). En 1903 fut créé un tramway reliant Montaigu aux Quatre-Chemins-de-l’Oie, qui fut démantelé en 1938. En 1906, Georges Clemenceau, alors ministre de l’Intérieur inaugura un nouveau bâtiment de l’hôpital.
Le 1er janvier 2019, la commune fusionne avec Boufféré, La Guyonnière, Saint-Georges-de-Montaigu et Saint-Hilaire-de-Loulay pour former la commune nouvelle de Montaigu-Vendée dont la création est actée par un arrêté préfectoral du 20 avril 2017.

## Politique et administration

### Tendances politiques et résultats
| Élections présidentielles, résultats des deuxièmes tours.                                          | Élections présidentielles, résultats des deuxièmes tours. | Élections présidentielles, résultats des deuxièmes tours. | Élections présidentielles, résultats des deuxièmes tours. | Élections présidentielles, résultats des deuxièmes tours. | Élections présidentielles, résultats des deuxièmes tours. | Élections présidentielles, résultats des deuxièmes tours. | Élections présidentielles, résultats des deuxièmes tours. |
| Année                                                                                              | Élu                                                       | Élu                                                       | Élu                                                       | Battu                                                     | Battu                                                     | Battu                                                     | Participation                                             |
| -------------------------------------------------------------------------------------------------- | --------------------------------------------------------- | --------------------------------------------------------- | --------------------------------------------------------- | --------------------------------------------------------- | --------------------------------------------------------- | --------------------------------------------------------- | --------------------------------------------------------- |
| 2002                                                                                               | 90,57 %                                                   | Jacques Chirac                                            | RPR                                                       | 9,43 %                                                    | Jean-Marie Le Pen                                         | FN                                                        | 83,78 %                                                   |
| 2007                                                                                               | 55,25 %                                                   | Nicolas Sarkozy                                           | UMP                                                       | 44,75 %                                                   | Ségolène Royal                                            | PS                                                        | 87,08 %                                                   |
| 2012                                                                                               | 46,09 %                                                   | François Hollande                                         | PS                                                        | 53,91 %                                                   | Nicolas Sarkozy                                           | UMP                                                       | 77,82 %                                                   |
| 2017                                                                                               | 80,08 %                                                   | Emmanuel Macron                                           | EM                                                        | 19,92 %                                                   | Marine Le Pen                                             | FN                                                        | 75,15 %                                                   |
| 2022                                                                                               | %                                                         | Emmanuel Macron                                           | LREM                                                      | %                                                         | Marine Le Pen                                             | RN                                                        | %                                                         |
| Élections législatives, résultats des deux meilleurs scores du dernier tour de scrutin.            |                                                           |                                                           |                                                           |                                                           |                                                           |                                                           |                                                           |
| Année                                                                                              | Élu                                                       | Élu                                                       | Élu                                                       | Battu                                                     | Battu                                                     | Battu                                                     | Participation                                             |
| Montaigu (Vendée) est répartie sur plusieurs circonscriptions, cf. les résultats des .             |                                                           |                                                           |                                                           |                                                           |                                                           |                                                           |                                                           |
| Avant 2010, Montaigu (Vendée) est répartie sur plusieurs circonscriptions, cf. les résultats des . |                                                           |                                                           |                                                           |                                                           |                                                           |                                                           |                                                           |
| 2002                                                                                               | 59,38 %                                                   | Philippe de Villiers élu au premier tour                  | MPF                                                       | 22,48 %                                                   | Michelle Devanne                                          | Divers gauche                                             | 67,47 %                                                   |
| 2007                                                                                               | 56,90 %                                                   | Véronique Besse élu au premier tour                       | MPF                                                       | 21,75 %                                                   | Jean-François Bolteau                                     | PS                                                        | 64,52 %                                                   |
| Après 2010, Montaigu (Vendée) est répartie sur plusieurs circonscriptions, cf. les résultats de .  |                                                           |                                                           |                                                           |                                                           |                                                           |                                                           |                                                           |
| 2012                                                                                               | 47,12 %                                                   | Véronique Besse élu au premier tour                       | MPF                                                       | 33,62 %                                                   | Maï Haeffelin                                             | PS                                                        | 58,42 %                                                   |
| 2017                                                                                               | 69,78 %                                                   | Martine Leguille-Balloy                                   | LaREM                                                     | 30,22 %                                                   | Wilfrid Montassier                                        | UDI                                                       | 41,42 %                                                   |
| 2022                                                                                               | %                                                         |                                                           |                                                           | %                                                         |                                                           |                                                           | %                                                         |
| 2024                                                                                               | %                                                         |                                                           |                                                           | %                                                         |                                                           |                                                           | %                                                         |
| Élections européennes, résultats des deux meilleurs scores.                                        |                                                           |                                                           |                                                           |                                                           |                                                           |                                                           |                                                           |
| Année                                                                                              | Liste 1re                                                 | Liste 1re                                                 | Liste 1re                                                 | Liste 2e                                                  | Liste 2e                                                  | Liste 2e                                                  | Participation                                             |
| 2004                                                                                               | 41,56 %                                                   | Philippe de Villiers                                      | MPF                                                       | 21,93 %                                                   | Bernard Poignant                                          | PS                                                        | 48,66 %                                                   |
| 2009                                                                                               | 32,28 %                                                   | Philippe de Villiers                                      | MPF                                                       | 21,50 %                                                   | Christophe Béchu                                          | UMP                                                       | 46,77 %                                                   |
| 2014                                                                                               | 23,54 %                                                   | Alain CADEC                                               | UMP                                                       | 16,63 %                                                   | Jean ARTHUIS                                              | UDI MODEM                                                 | 44,94 %                                                   |
| 2019                                                                                               | %                                                         |                                                           |                                                           | %                                                         |                                                           |                                                           | %                                                         |
| 2024                                                                                               | %                                                         |                                                           |                                                           | %                                                         |                                                           |                                                           | %                                                         |
| Élections régionales, résultats des deux meilleurs scores.                                         |                                                           |                                                           |                                                           |                                                           |                                                           |                                                           |                                                           |
| Année                                                                                              | Liste 1re                                                 | Liste 1re                                                 | Liste 1re                                                 | Liste 2e                                                  | Liste 2e                                                  | Liste 2e                                                  | Participation                                             |
| 2004                                                                                               | 55,14 %                                                   | François Fillon                                           | Union de la Droite                                        | 44,86 %                                                   | Jacques Auxiette                                          | Union de la gauche                                        | 67,06 %                                                   |
| 2010                                                                                               | 53,95 %                                                   | Christophe Béchu                                          | Union de la Droite                                        | 46,05 %                                                   | Jacques Auxiette                                          | Union de la gauche                                        | 54,75 %                                                   |
| 2015                                                                                               | 55,32 %                                                   | Bruno Retailleau                                          | Union de la Droite                                        | 32,46 %                                                   | Christophe Clergeau                                       | Union de la gauche                                        | 55,77 %                                                   |
| 2021                                                                                               | %                                                         |                                                           |                                                           | %                                                         |                                                           |                                                           | %                                                         |
| Élections cantonales, résultats des deux meilleurs scores du dernier tour de scrutin.              |                                                           |                                                           |                                                           |                                                           |                                                           |                                                           |                                                           |
| Année                                                                                              | Élu                                                       | Élu                                                       | Élu                                                       | Battu                                                     | Battu                                                     | Battu                                                     | Participation                                             |
| Montaigu (Vendée) est répartie sur plusieurs cantons, cf. les résultats de ceux de .               |                                                           |                                                           |                                                           |                                                           |                                                           |                                                           |                                                           |
| 2001                                                                                               | %                                                         |                                                           |                                                           | %                                                         |                                                           |                                                           | indisponible %                                            |
| 2004                                                                                               | %                                                         |                                                           |                                                           | %                                                         |                                                           |                                                           | indisponible %                                            |
| 2008                                                                                               | 69,32 %                                                   | Philippe de Villiers élu au premier tour                  | MPF                                                       | 30,68 %                                                   | Arnold Schwerdorffer                                      | DVD                                                       | 69,36 %                                                   |
| 2011                                                                                               | %                                                         |                                                           |                                                           | %                                                         |                                                           |                                                           | indisponible %                                            |
| Élections départementales, résultats des deux meilleurs scores du dernier tour de scrutin.         |                                                           |                                                           |                                                           |                                                           |                                                           |                                                           |                                                           |
| Année                                                                                              | Élus                                                      | Élus                                                      | Élus                                                      | Battus                                                    | Battus                                                    | Battus                                                    | Participation                                             |
| Montaigu (Vendée) est répartie sur plusieurs cantons, cf. les résultats de ceux de .               |                                                           |                                                           |                                                           |                                                           |                                                           |                                                           |                                                           |
| 2015                                                                                               | 56,09 %                                                   | Wilfrid Montassier Isabelle Rivière élu au premier tour   | Union de la Droite                                        | 20,50 %                                                   | Marie Fonteneau Jean-Pierre Goulette                      | Union de la gauche                                        | 50,71 %                                                   |
| 2021                                                                                               | %                                                         |                                                           |                                                           | %                                                         |                                                           |                                                           | %                                                         |
| Référendums.                                                                                       |                                                           |                                                           |                                                           |                                                           |                                                           |                                                           |                                                           |
| Année                                                                                              | Oui (national)                                            | Oui (national)                                            | Oui (national)                                            | Non (national)                                            | Non (national)                                            | Non (national)                                            | Participation                                             |
| 1992                                                                                               | 54,38 % (51,04 %)                                         | 54,38 % (51,04 %)                                         | 54,38 % (51,04 %)                                         | 45,62 % (48,96 %)                                         | 45,62 % (48,96 %)                                         | 45,62 % (48,96 %)                                         | 78,03 %                                                   |
| 2000                                                                                               | % (73,21 %)                                               | % (73,21 %)                                               | % (73,21 %)                                               | % (26,79 %)                                               | % (26,79 %)                                               | % (26,79 %)                                               | %                                                         |
| 2005                                                                                               | 55,41 % (45,33 %)                                         | 55,41 % (45,33 %)                                         | 55,41 % (45,33 %)                                         | 44,59 % (54,67 %)                                         | 44,59 % (54,67 %)                                         | 44,59 % (54,67 %)                                         | 72,80 %                                                   |

### Liste des maires délégués
| Période         | Période         | Identité           | Étiquette       | Qualité |
| --------------- | --------------- | ------------------ | --------------- | --- |
| 4 janvier 2019  | 31 janvier 2019 | Antoine Chéreau    | MPF Indépendant | Conseiller régional, élu dans la Vendée (depuis 2004) Président de Terres-de-Montaigu (depuis 2017) Maire de Montaigu-Vendée (2019-2020) |
| 31 janvier 2019 | 26 mai 2020     | Philippe Sablereau | DVD             | Photographe |
| 26 mai 2020,    | En cours        | Cyrille Cocquet    | DVD             | Cadre dans le transport de voyageurs |

br> Président de Terres-de-Montaigu (depuis 2017)

### Politique environnementale
Montaigu possède deux fleurs au Concours des villes et villages fleuris (2e fleur obtenue au palmarès 2007).

### Jumelage
Montaigu est jumelée depuis le 6 septembre 1991 avec la ville allemande d'Immenhausen, près de Cassel dans le Land de la Hesse.

## Population et société

### Démographie

#### Évolution démographique
L'évolution du nombre d'habitants est connue à travers les recensements de la population effectués dans la commune depuis 1800. Pour les communes de moins de 10 000 habitants, une enquête de recensement portant sur toute la population est réalisée tous les cinq ans, les populations de référence des années intermédiaires étant quant à elles estimées par interpolation ou extrapolation. Pour la commune, le premier recensement exhaustif entrant dans le cadre du nouveau dispositif a été réalisé en 2006.

En 2016, la commune comptait 5 211 habitants, en évolution de +3,19 % par rapport à 2010 (Vendée : +5,33 %, France hors Mayotte : +2,11 %).
| 1800 | 1806  | 1821  | 1831  | 1836  | 1841  | 1846  | 1851  | 1856  |
| ---- | ----- | ----- | ----- | ----- | ----- | ----- | ----- | ----- |
| 676  | 1 017 | 1 097 | 1 310 | 1 330 | 1 501 | 1 657 | 1 708 | 1 731 |

| 1861  | 1866  | 1872  | 1876  | 1881  | 1886  | 1891  | 1896  | 1901  |
| ----- | ----- | ----- | ----- | ----- | ----- | ----- | ----- | ----- |
| 1 802 | 1 940 | 1 623 | 1 700 | 1 731 | 1 764 | 1 804 | 1 776 | 1 822 |

| 1906  | 1911  | 1921  | 1926  | 1931  | 1936  | 1946  | 1954  | 1962  |
| ----- | ----- | ----- | ----- | ----- | ----- | ----- | ----- | ----- |
| 1 807 | 1 908 | 1 828 | 1 882 | 1 897 | 2 009 | 2 178 | 2 172 | 2 580 |

| 1968  | 1975  | 1982  | 1990  | 1999  | 2006  | 2011  | 2016  | - |
| ----- | ----- | ----- | ----- | ----- | ----- | ----- | ----- | - |
| 3 279 | 4 797 | 4 661 | 4 323 | 4 708 | 4 822 | 5 092 | 5 211 | - |

En 2011, Montaigu comptait 5 092 habitants (soit une augmentation de 7 % par rapport à 1999). La commune occupait le 2 023e rang au niveau national, alors qu'elle était au 1 992e en 1999, et le 18e au niveau départemental sur 282 communes.

#### Pyramide des âges
La population de la commune est relativement âgée. Le taux de personnes d'un âge supérieur à 60 ans (24,3 %) est en effet supérieur au taux national (21,6 %) tout en étant toutefois inférieur au taux départemental (25,1 %). À l'instar des répartitions nationale et départementale, la population féminine de la commune est supérieure à la population masculine. Le taux (51,9 %) est du même ordre de grandeur que le taux national (51,6 %).
La répartition de la population de la commune par tranches d'âge est, en 2007, la suivante :
- 48,1 % d’hommes (0 à 14 ans = 16,5 %, 15 à 29 ans = 22 %, 30 à 44 ans = 20,9 %, 45 à 59 ans = 19,5 %, plus de 60 ans = 21,1 %) ;
- 51,9 % de femmes (0 à 14 ans = 15,5 %, 15 à 29 ans = 18,9 %, 30 à 44 ans = 19 %, 45 à 59 ans = 19,2 %, plus de 60 ans = 27,2 %).

| Hommes | Classe d’âge | Femmes |
| ------ | ------------ | ------ |
| 0,3    | 90 ans ou +  | 1,5    |
| 6,2    | 75 à 89 ans  | 9,2    |
| 14,6   | 60 à 74 ans  | 16,5   |
| 19,5   | 45 à 59 ans  | 19,2   |
| 20,9   | 30 à 44 ans  | 19,0   |
| 22,0   | 15 à 29 ans  | 18,9   |
| 16,5   | 0 à 14 ans   | 15,5   |

| Hommes | Classe d’âge | Femmes |
| ------ | ------------ | ------ |
| 0,4    | 90 ans ou +  | 1,2    |
| 7,3    | 75 à 89 ans  | 10,6   |
| 14,9   | 60 à 74 ans  | 15,7   |
| 20,9   | 45 à 59 ans  | 20,2   |
| 20,4   | 30 à 44 ans  | 19,3   |
| 17,3   | 15 à 29 ans  | 15,5   |
| 18,9   | 0 à 14 ans   | 17,4   |

### Enseignement

#### Enseignement du premier degré
Montaigu dispose de deux écoles maternelles et élémentaires publiques, Jules-Verne et celle des Jardins, ainsi qu'une école maternelle et élémentaire privée : Saint-Jean-Baptiste.
À la rentrée scolaire de 2017, 231 élèves étaient scolarisés à l'école privée Saint-Jean-Baptiste dont 93 en maternelle (trois classes), 127 en école élémentaire (six classes) et onze élèves en unité localisée pour l'inclusion scolaire (Ulis). L'équipe pédagogique se composait de vingt-deux personnes dont douze enseignants. L'école maternelle des Jardins comptait quant à elle 69 élèves répartis en trois classes et encadrés par quatre enseignants, et l'école élémentaire disposait pour sa part de cinq professeurs encadrant 112 élèves répartis en cinq classes. L'école maternelle Jules-Verne comptait pour sa part 49 élèves, et l'école élémentaire Jules-Verne 109 élèves dont douze en classe Ulis.
Au total, les trois écoles maternelles de Montaigu accueillaient donc un peu plus de 210 élèves à la rentrée scolaire 2017, dont environ 56 % dans l'enseignement public et 44 % dans l'enseignement privé. Les trois écoles élémentaires comptaient pour leur part un effectif total d'approximativement 350 élèves, dont 64 % dans l'enseignement public et 36 % dans l'enseignement privé.

#### Enseignement du second degré

##### Collèges
Les collèges implantés sur le territoire de la commune de Montaigu sont au nombre de deux : le collège Jules-Ferry (relevant de l'enseignement public) et le collège Villebois-Mareuil (établissement privé sous contrat). En septembre 2017, un deuxième collège public, le collège Michel-Ragon, a été ouvert dans l'agglomération de Montaigu, sur le territoire de la commune de Saint-Hilaire-de-Loulay. L'ouverture de ce nouveau collège permet de diminuer les effectifs du collège Jules-Ferry qui arrivait à saturation avec un effectif de plus de neuf cents élèves sur l'année scolaire 2016-2017 alors que le collège avait été conçu pour en accueillir seulement six cents.
Le collège Michel-Ragon est implanté à proximité du collège privé Villebois-Mareuil, l'emprise de ce dernier étant elle-même partiellement située sur le territoire de la commune de Saint-Hilaire-de-Loulay. Ces deux collèges utilisent les équipements sportifs du complexe Maxime-Bossis, se trouvant également à Saint-Hilaire-de-Loulay mais dont la propriété est partagée entre la commune de Montaigu et la Terres-de-Montaigu.
A la rentrée 2017, les effectifs des collèges sont les suivants : 560 élèves (en baisse de 350 élèves par rapport à l'année précédente) et 45 enseignants au collège Jules-Ferry, près de 440 élèves au collège Michel Ragon, 1 250 élèves et une équipe pédagogique de 130 personnes dont 89 enseignants au collège Villebois-Mareuil.
Au total, les trois collèges de l'agglomération de Montaigu accueillaient donc environ 2 250 élèves à la rentrée scolaire 2017, dont environ 55 % dans l'enseignement privé et 45 % dans l'enseignement public.

##### Lycées
Deux lycées d'enseignement général, technologique et professionnel sont présents dans l'agglomération de Montaigu : le lycée Léonard-de-Vinci (public) et le lycée Jeanne-d'Arc (privé). Ces deux lycées proposent également des formations supérieures.

###### Lycée Jeanne-d'Arc
À la rentrée 2017, le lycée Jeanne-d'Arc accueillait 663 élèves dont 414 élèves en lycée général, 162 en lycée professionnel et 87 en formations supérieures.

###### Lycée Léonard-de-Vinci
Le lycée conçu par le cabinet d'architecture Lépinay-Chabenès, a ouvert ses portes en 1990. Sa forme générale est celle d'un bateau, et les matériaux utilisés sont essentiellement de la tôle ondulée associée à des filins d'acier. La ville de Montaigu ne disposant pas de terrains disponibles pour accueillir un tel équipement lorsque l'initiative de sa construction a été entreprise, le lycée a été construit sur un terrain situé en limite immédiate de son territoire, sur un terrain situé sur la commune de La Guyonnière.
À la rentrée 2017, le conseil régional a lancé des travaux d’extension et de restructuration du lycée Léonard-de-Vinci de Montaigu d'un montant total prévisionnel de 14,8 millions d'euros. La réalisation de cette extension a été confiée à l'agence CRR Architecture, lauréate du concours de maîtrise d’œuvre organisé en 2014 par la région, maître d'ouvrage du projet.
Une livraison par tranche de cette extension est prévue entre septembre 2018 et septembre 2019. Les travaux sont répartis en deux phases : une construction neuve en ossature et bardage bois, et des restructurations intérieures de bâtiments existants. L'extension doit permettre de faire passer la capacité d'accueil du lycée, initialement prévu pour six cents élèves, à 1 100 élèves. À la rentrée 2016, le lycée Léonard-de-Vinci accueillait d'ores et déjà environ 1 150 lycéens et étudiants .

### Manifestations culturelles et festivités

#### Mondial Minimes de football
Depuis 1972, chaque week-end de Pâques, Montaigu reçoit des jeunes footballeurs venant de diverses régions du globe pour représenter leur nation, au Mondial Minimes de football. Un événement qui se prépare en lien avec le Football Club montacutain (FCM). De nombreux footballeurs professionnels tels que Didier Deschamps, Marcel Desailly, Cristiano Ronaldo, et bien d'autres y ont participé.

#### Le Printemps du livre
Chaque année, la communauté de communes de Montaigu laisse bourgeonner les talents littéraires qui mettront en appétence les amoureux de littérature pour la saison estivale. Il annonce de nouvelles couleurs. Les livres et ceux qui s'y consacrent (auteurs, éditeurs, mais aussi photographes, cinéastes…) se rencontrent durant trois jours et invitent les lecteurs à trouver leur bonheur. Ce salon constitue désormais un des principaux évènements littéraires du Grand Ouest.

#### Arts sur Maine
Un festival d'artistes né en 1997 et organisé par la communauté de communes de Montaigu. Durant dix jours, les moins reconnus et les plus prometteurs peuvent faire leurs preuves. La manifestation s'ouvre à toutes les formes de création et le prix d'Arts sur Maines est remis aux artistes en herbe pour les différentes catégories d'art.

#### Tour de France
Montaigu a accueilli le départ de la 1re étape du Tour de France 1999 le dimanche 4 juillet.

## Économie
En 2015, la commune de Montaigu comptabilisait 2 070 actifs ayant un emploi résidant sur son territoire, qui accueillait par ailleurs 4 397 emplois, soit un indicateur de concentration de l'emploi de 212,4. Cet indicateur confirme le statut de ville-centre qu'assume Montaigu vis-à-vis de son bassin de vie.
Néanmoins, le territoire de Montaigu étant limité, certaines entreprises dont les locaux historiques se trouvaient dans la ville-centre ont quitté cette dernière pour s'implanter sur le territoire des communes voisines. C'est le cas par exemple de la Laiterie de Montaigu, qui dès 1965 a construit sa nouvelle usine sur la commune de Saint-Georges-de-Montaigu à proximité de l'entrée sud de la ville. En 2017, c'est l'entreprise VMI qui quitte son site historique de Montaigu pour emménager sur le parc d'activités des Marches-de-Bretagne, situé sur la commune voisine de Saint-Hilaire-de-Loulay. Montaigu est tout de même parvenu à conserver certaines de ses entreprises historiques sur son territoire, comme en témoigne l'implantation en 2016 du siège national du transporteur DB Schenker, à l'emplacement d'un site du transporteur Joyau racheté par le groupe allemand dans les années 2000.
Montaigu compte sur son territoire deux zones industrielles adjacentes, la zone industrielle de la Gare et la zone industrielle Nord, ainsi qu'une zone commerciale comprenant une grande surface sous l'enseigne Leclerc. Par ailleurs, sur les communes voisines mais dans la continuité du tissu urbain de Montaigu se sont développées deux autres zones commerciales autour d'une enseigne Super U à Boufféré et d'une enseigne Intermarché à Saint-Hilaire-de-Loulay, ainsi que les zones industrielles de Mirville et du Planty. Le centre-ville constitue un autre pôle où se concentrent de nombreux emplois de l'agglomération, notamment dans les commerces de proximité implantés essentiellement dans et autour de la rue Clemenceau, de la place du Champ-de-Foire et de l'avenue Villebois-Mareuil.
Enfin, plusieurs employeurs publics viennent contribuer de manière significative au rôle de ville-centre de Montaigu et au nombre important d'emploi localisés sur le territoire : la mairie de Montaigu, la communauté de communes de Terres-de-Montaigu et enfin le centre hospitalier départemental de la Vendée, qui dispose d'une antenne sur la commune.

## Culture locale et patrimoine

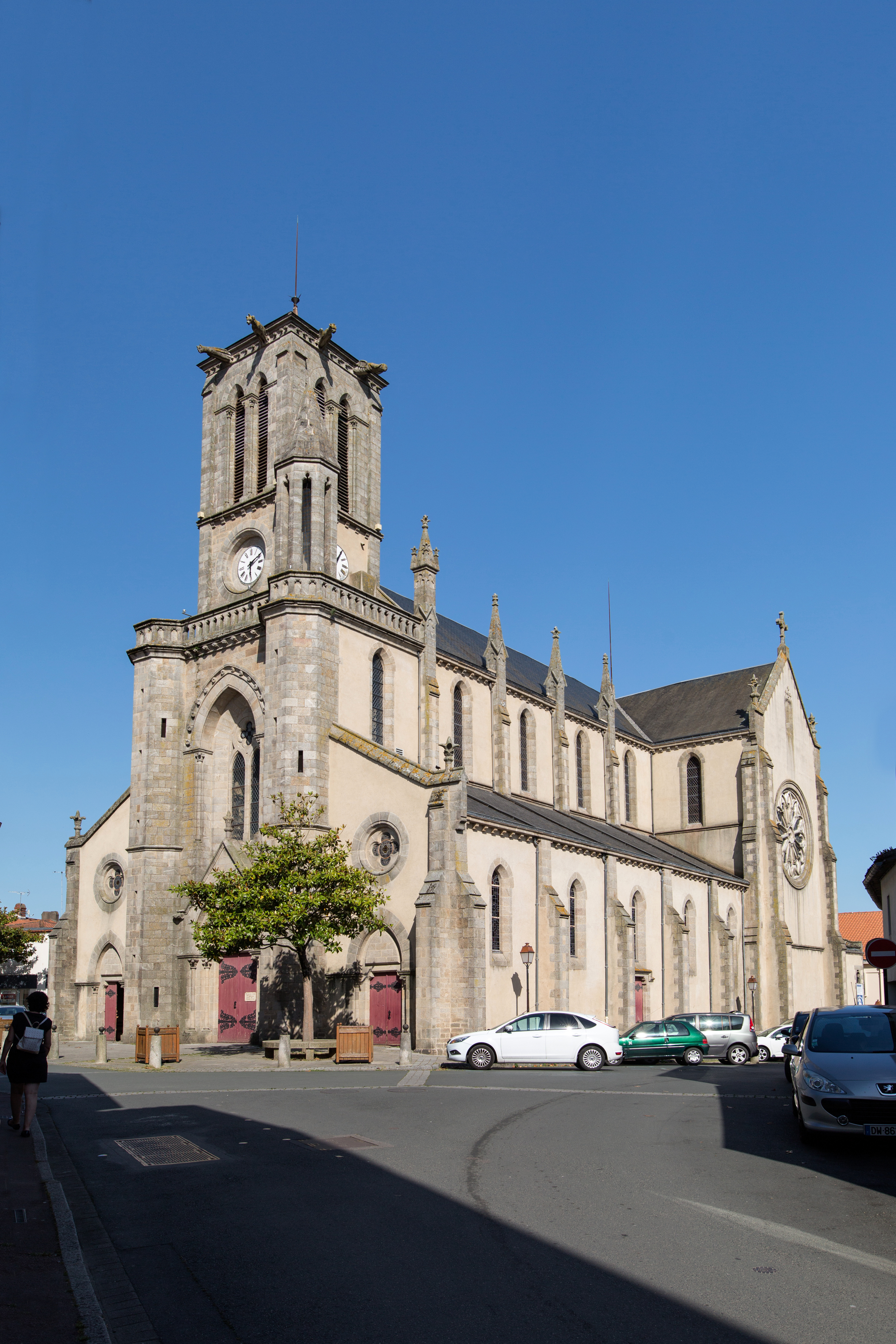
L'église Saint-Jean-Baptiste de Montaigu.

### Lieux et monuments
- Les fortifications, arasées en 1586, sur l'ordre d'Henri III.
- Portail Saint-Léonard, vestige d'une chapelle de 1215.
- L'église Saint-Jean-Baptiste et les gargouilles de son clocher.
- La Maison des Rochettes et son parc paysagé avec des essences rares.
- L'ancien relais de poste, converti en une cédéthèque, au cœur du parc des Rochettes.
- L'ancienne collégiale Saint-Maurice, au cœur de la vieille ville.

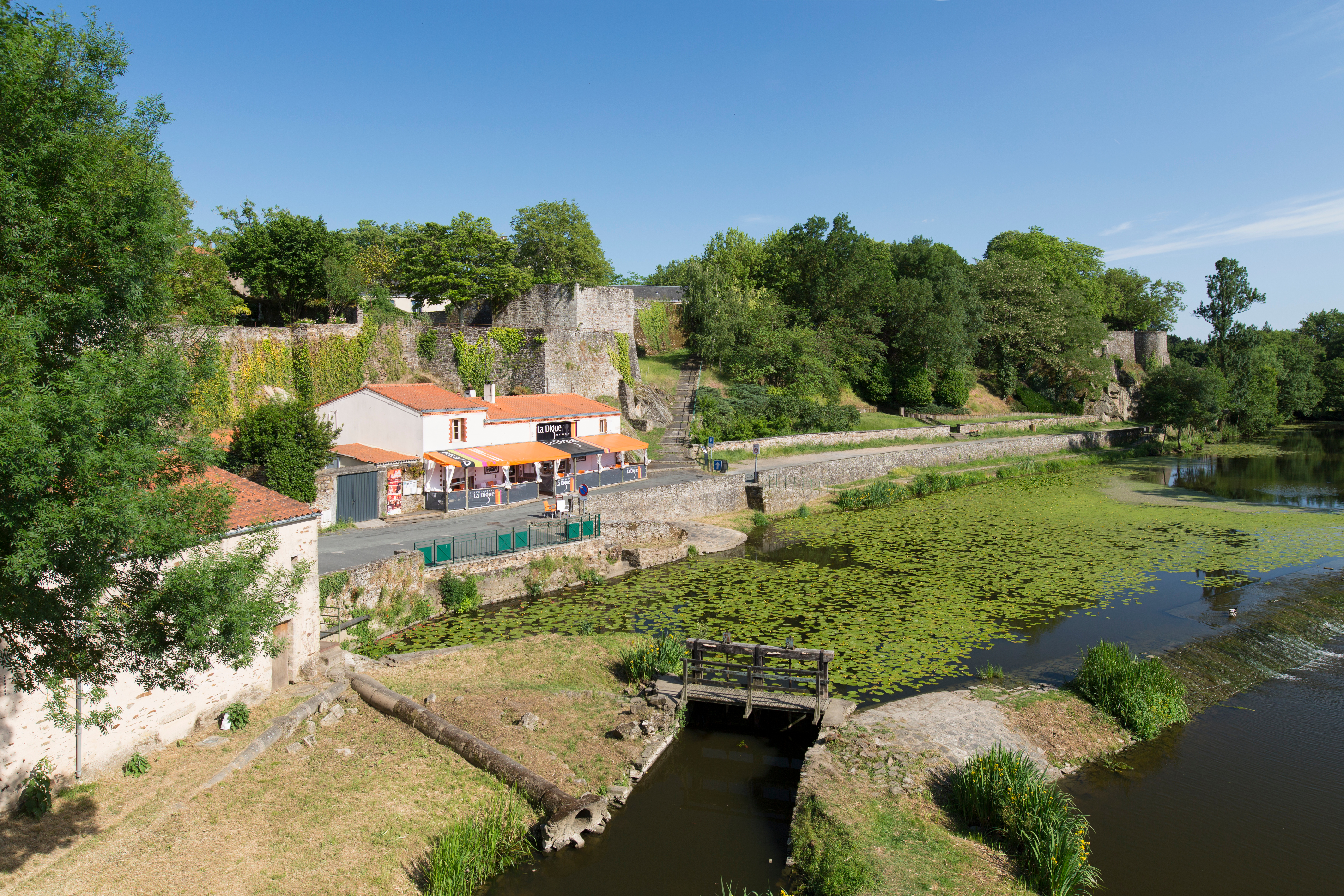
La digue.
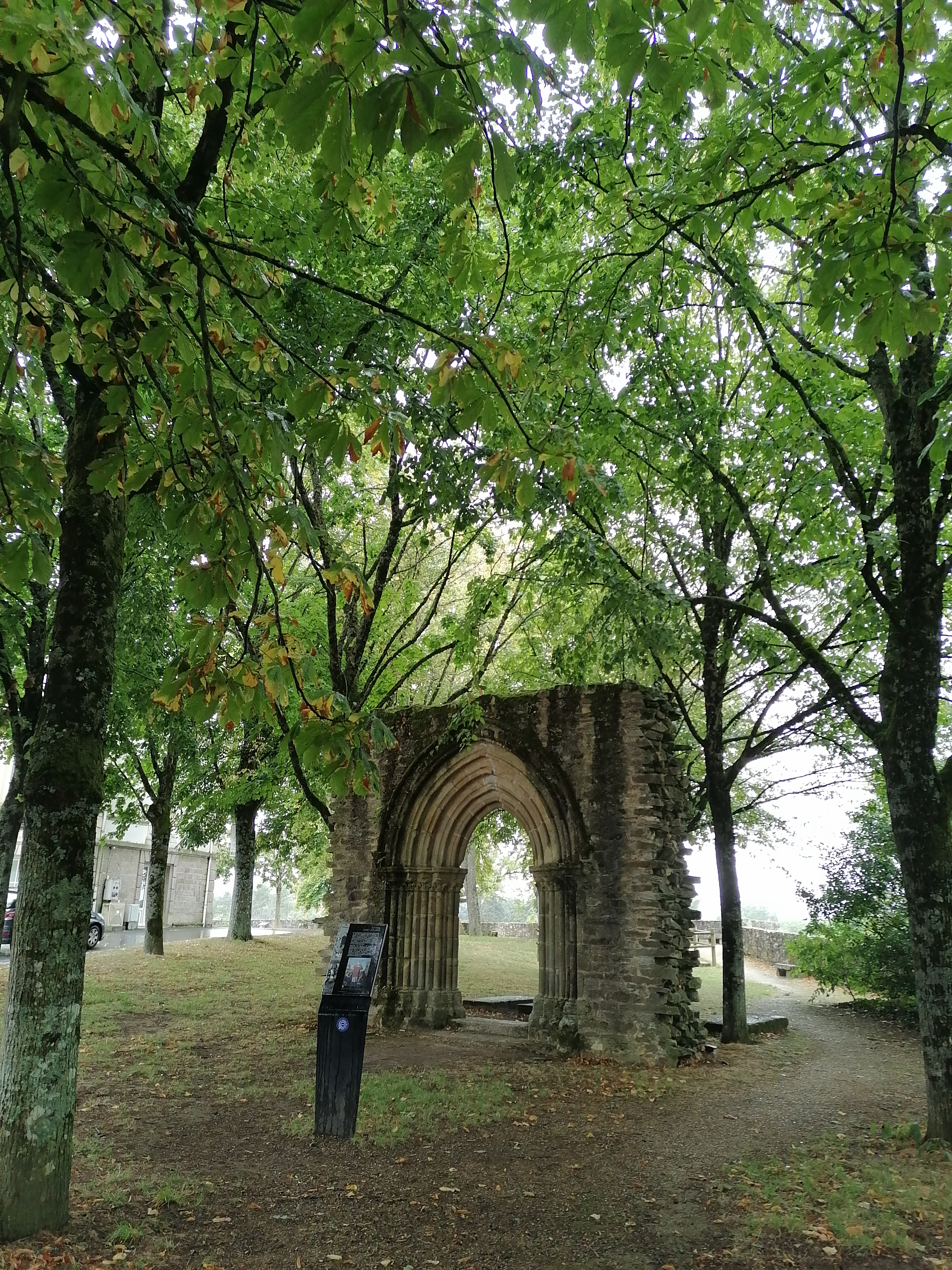
Le portail Saint-Léonard
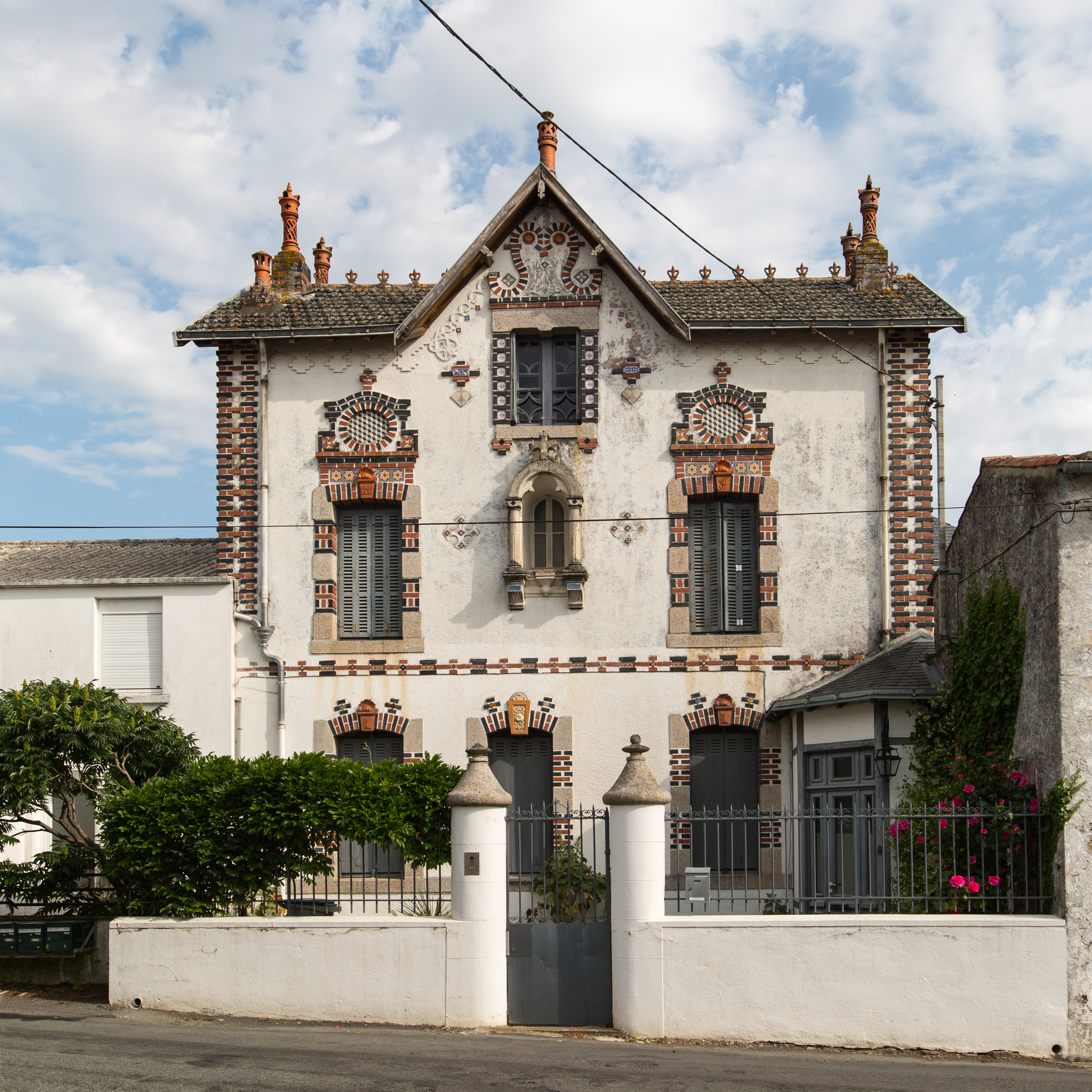
Maison remarquable.
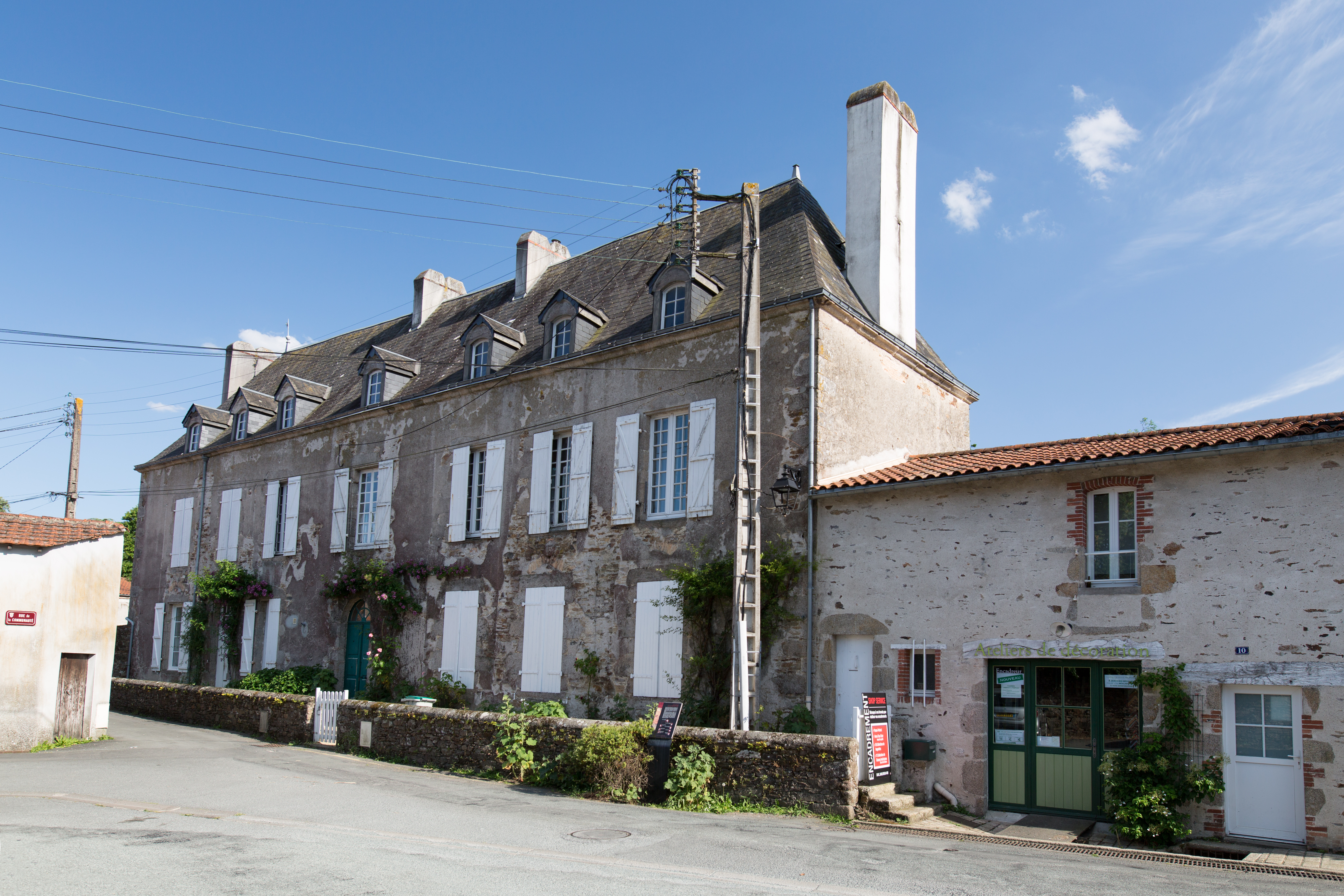
Bâtisse siège de l'ancienne sous-préfecture.
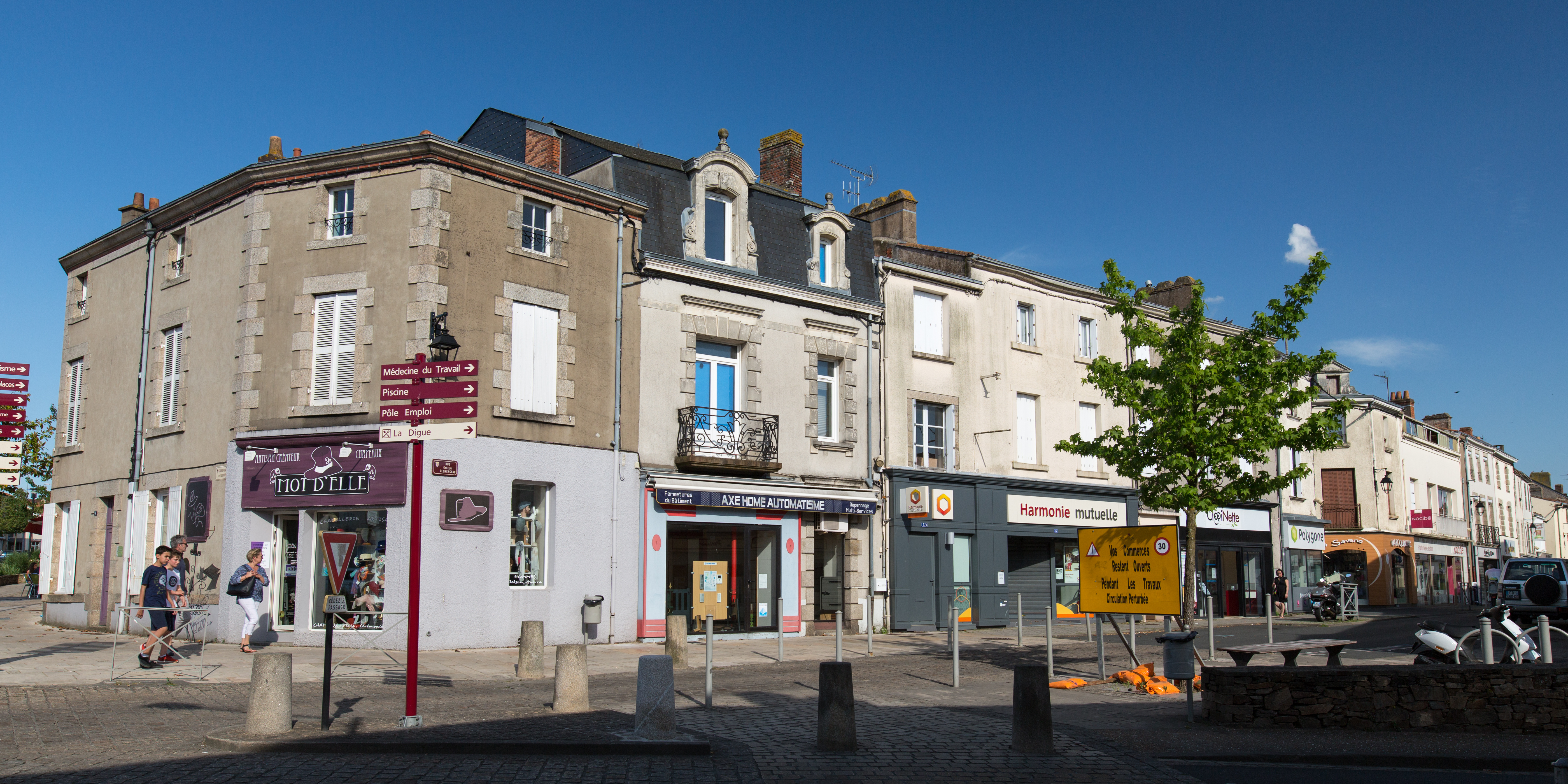
Rue Principale

### Monuments disparus
- L'église Saint-Nicolas de Montaigu.

### Personnalités liées à la commune
- Pierre Didry, architecte du XVIIe siècle, qui a construit la chapelle des Pénitents-Noirs Villefranche-de-Rouergue, et a travaillé avec Louis Baudouin à l'aménagement du château de Sévérac-le-Château.
- Gilles de La Roche Saint-André, chef d'escadre, qui naquit en 1621 au Château de Montaigu.
- Le père Louis-Marie Baudouin (1765-1835), fondateur de la congrégation des fils de Marie Immaculée, puis de la congrégation des Ursulines de Jésus, y naquit.
- Charles Marie Richard de La Vergne, médecin et homme politique né le 29 avril 1766 à Montaigu et mort le 15 mars 1829 à Nantes.
- L'amiral Louis Charles du Chaffault (1708-1794) (petit-fils de Gilles de la Roche-Saint-André, chef d'escadre (1621-1668)), lieutenant-général des armées navales, y habitait et a aidé les Vendéens à s'emparer de la ville, ce qui a motivé son internement par les Révolutionnaires à Nantes.
- Pierre-Paul Clemenceau (1749-1825), sous-préfet de Montaigu (1800-1808), arrière-grand-père de Georges Clemenceau.
- Georges Clemenceau, ministre de l’Intérieur, inaugure en 1906 l’hôpital de cette ville dont son cousin, Joseph Gaillard, était le maire.
- Michel-Augustin de Goyon (1764-1851), sous-préfet de Montaigu (1806-1808).
- Louis-Marie de La Révellière-Lépeaux (1753-1824), révolutionnaire député à la Constituante, y naquit.
- Philippe Charles Aimé Goupilleau, dit Goupilleau de Montaigu, (1749-1823) né et mort à Montaigu, député de Vendée (1791-97), révolutionnaire régicide, membre du comité de sûreté générale.
- Henri-Charles de La Roche Saint-André (1765-1836), né à Montaigu, officier de marine, participe aux guerres de Vendée, maréchal de camp, député de la Vendée sous la Restauration de 1822 à 1827.
- La famille Leclerc de Juigné. Les marquis de Juigné furent les derniers seigneurs de Montaigu[68].
- La famille de Badereau de Saint-Martin. Famille subsistante de la noblesse française originaire de Montaigu.
- Jacques-Gabriel-Louis Le Clerc, marquis de Juigné, (° 1727- † 1807), « marquis de Montaigu », lieutenant général des armées du roi, ci-devant son ministre plénipotentiaire en Russie, gouverneur des ville et citadelle d'Arras, syndic général des Marches communes, député aux États généraux de 1789 (noblesse des Marches communes).
- Jacques Raillon (1763-1835), curé de Montaigu avant la Révolution, évêque « nommé » d'Orléans (Premier Empire), évêque de Dijon (1829-1830), archevêque d'Aix-en-Provence (1830-1835).
- Jeannie de Clarens, résistante française, morte à Montaigu.
- Jamy Gourmaud, journaliste et animateur de télévision, né à Fontenay-le-Comte en 1964, a grandi à Montaigu[69].

### Héraldique
| Blason | Blasonnement : De vair au griffon de gueules. Commentaires : ce blason reprend les armes de la famille de Belleville. |

Victor Adolphe Malte-Brun cite, dans son livre La France illustrée (1884), l'ancien blasonnement de la ville : D'azur, à deux lions d'or, armés d'argent, posés debout l'un derrière l'autre.

### Chanson
La ville de Montaigu, est citée dans la chanson paillarde La Digue du cul (« De Nantes à Montaigu (...) »), parue en 1922,,.